# Diahnne Abbott
Diahnne Abbott, née le 1er mai 1945 à New York, est une actrice américaine.

## Biographie
Abbott a été mariée avec l'acteur Robert De Niro. Ils ont eu un enfant, Raphael, nommé d'après l'hôtel à Rome dans lequel il a été conçu, et De Niro a adopté Drena, la fille d'Abbott issue d'un précédent mariage.
Abbott et Robert De Niro se sont rencontrés alors que ce dernier s'entraînait à jouer au chauffeur de taxi pour son rôle dans Taxi Driver. Elle monte dans sa voiture et la conversation s'engage. Elle veut devenir comédienne, mais n'a pu obtenir qu'un petit rôle, divorcée elle élève seule sa fille… il lui dit : « Je peux vous aider, je suis Robert De Niro ! », phrase à laquelle elle répondra : « C'est ça ! Et moi je suis la reine d'Angleterre ! »

## Filmographie
- 1976 : Taxi Driver de Martin Scorsese : la fille de la concession
- 1976 : Wecome to Los Angeles (Welcome to L.A.) d'Alan Rudolph : Jeannette Ross
- 1977 : New York, New York de Martin Scorsese : la chanteuse du club à Harlem
- 1978 : The Big Fix de Jeremy Kagan : la joueuse de poker
- 1983 : La Valse des pantins (The King of Comedy) de Martin Scorsese : Rita Keane
- 1984 : Love Streams de John Cassavetes : Susan
- 1986 : Jo Jo Dancer, Your Life Is Calling de Richard Pryor : la mère
- 1986 : Horn of Plenty (court métrage) de Spike Lee
- 1988 : Les Incorruptibles de Chicago (Crime Story) (série télévisée), saison 2, épisodes 20, 21, 22 : Sonia
- 2000 : Avant la nuit (Before Night Falls) de Julian Schnabel : Blanca Romero
- 2002 : Soliloquy de Jacques Zanetti : Leah
- 2006 : Lea's Solioquy de Jacques Zanetti : Leah
- 2013 : James Abbott is Gone de Jacques Zanetti :
- 2017 : Day After Day de Jacques Zanetti : la DJ radio (voix)